# オペレーションファクトリー
株式会社オペレーションファクトリーは、大阪市西区北堀江に本社を置く、飲食店経営および外食産業関連のコンサルタントを行う会社。
代表取締役兼チーフプロデューサーの笠島明裕が、過去にクラブなどの飲食店の営業統括やプロデュースを行った経験をもとに、1998年7月に設立。
日本全国および日本国外でレストランなどの飲食店の経営および開店・設立のためのプロデュース・コンサルタンティングを行っている。

## 歴史
創業者は代表取締役兼チーフプロデューサーの笠島明裕。
高校卒業後、大学へ進学せずにあてもなく大阪へ。たまたま求人誌で見つけたアルバイトが飲食店だったことがきっかけで飲食業にのめり込む。その後、大阪を中心に数々の飲食店を渡り歩いているうちに、「店長」を任されるようになる。マネジメントも知らないまま店舗を任され、どの店舗も成功せずクビになったり、閉店させてしまう。この失敗の経験から、「飲食店が潰れる理由」を学ぶ。
80年代で学んだ失敗を活かす為に、「自ら飲食店を企画する」ことを目指すようになる。そんな最中、総面積300坪という巨大なクラブのチーフディレクター（運営責任者）として、100名を超える関係者を統括する。同店は年間30万人も集客する大ヒット店となる。先輩プロデューサーが退いた後も、プロデューサーとして就任期間9年で2店舗まで展開させる。この経験から「エンタテインメントビジネス」と「組織マネジメント」を学ぶ（この頃から個人プロデューサーとし、数店のプロデュースを請け負っている）。
90年に経験した「エンタテインメントビジネス」での成功体験を活かすため、独立起業し「斬新な飲食業態開発力」と「オペレーション能力の高いスタッフ集団」を目指し、飲食総合サービス企業「株式会社オペレーションファクトリー」を立ち上げる。しかし当時は代表1名、役員1名、アルバイト1名のスタートだった。社名の由来は、同社の代表が数々の店舗を運営してきた中で、継続していく為にはオペレーション能力が最重要という認識と、時代が変わっていくなかで様々な飲食業態が出てきても、その時代、その業態に合ったベストなオペレーションシステムを提供できる工場でありたい、という想いからである。